# Højpasled
Et højpasled er en sammenstilling af en kondensator og en modstand, som lader vekselspændinger med høje frekvenser passere næsten uhindret, mens spændinger med lavere frekvenser bliver dæmpet. Højpasleddet kan sammenlignes med en spændingsdeler sammensat af en modstand og en kondensator; da kondensatorens impedans varierer med frekvensen, vil spændingsforholdet afhænge af signalets frekvens.

## Sådan virker højpasleddet
I feltet øverst til venstre på illustrationen til højre ses diagrammet for et højpasled: Det består af modstanden {\displaystyle R} og kondensatoren {\displaystyle C}, koblet i serie. Indgangssignalet, i form af spændingen {\displaystyle u} indføres på terminalerne til venstre i diagrammet, og udgangssignalet "tappes" over modstanden i diagrammets højre side.
Øverst til højre på illustrationen ses hvad der "sker" med et sinusformet signal i højpasleddet: Omkring de tidspunkter hvor indgangssignalet stiger eller falder hurtigt, løber der en stor ladestrøm i kondensatoren, og da samme strøm passerer modstanden, vil spændingen over denne "toppe" omkring de tidspunkter hvor indgangssignalet skærer igennem nul volt. Hvis signalet har en lav frekvens, dvs. stiger og falder langsomt, bliver ladestrømmen, og med den spændingen over modstanden ikke særlig store. Ved højere frekvenser op- og aflades kondensatoren hurtigt, hvorved der cirkulerer større ladestrømme i kredsen, og følgelig opstår der større spændinger over modstanden.
Det ses at der opstår en vis "forsinkelse", eller fasedrejning, benævnt θ, mellem ind- og udgangssignalet: Denne fasevinkel kan være alt mellem en anelse over 0, til lige knap 90 grader, og er størst for lave frekvenser, dvs. når leddet dæmper signalet kraftigt.

Da udgangssignalet er "forud" i forhold til indgangssignalet, angives denne vinkel almindeligvis som et positivt tal.

## Frekvensgang og overgangsspænding
Nederst til venstre på illustrationen ses et såkaldt Bode-diagram, som viser hvor stor udgangssignalets amplitude er i forhold til indgangssignalets ditto: Over en vis frekvens {\displaystyle f_{0}}, kaldet overgangsfrekvensen eller grænsefrekvensen, "slipper" signalet igennem ved næsten fuld styrke. Ved frekvenser under overgangsfrekvensen dæmpes signalet gradvist mere og mere efterhånden som frekvensen falder. For frekvenser et godt stykke under overgangsfrekvensen gælder mere præcist, at for hver gang frekvensen halveres, "taber" udgangssignalet yderligere 6 decibel i styrke, svarende til 20 dB hvis frekvensen faldet til en tiendedel.
Overgangsfrekvensen defineres som det sted hvor signalet dæmpes til {\displaystyle {\sqrt {\frac {1}{2}}}} af sin oprindelige styrke, svarende til ca. 3 dB. Hvis modstandens værdi er {\displaystyle R} og kondensatorens {\displaystyle C}, kan man beregne overgangsfrekvensen med denne formel:
{\displaystyle f_{o}={\frac {1}{2\cdot \pi \ \cdot R\cdot C}}}
Når leddet arbejder ved lige netop overgangsfrekvensen, er impedansen i kondensatoren netop lige så stor som den rent ohmske modstand i modstanden: I den situation svarer leddet jo til en spændingsdeler med to lige store "modstande".
Man kan beregne føromtalte fasevinkel ved en given frekvens {\displaystyle f}i forhold til overgangsfrekvensen {\displaystyle f_{0}}, idét trigonometrien giver det simple forhold mellem en vinkel i en retvinklet trekant og de to kateter:
{\displaystyle \tan \theta \ ={\frac {f_{0}}{f}}}

## Phasordiagram og faseforhold
Nederst til højre på illustrationen ses et phasordiagram for højpasleddet: Da modstandens størrelse er et reelt tal og kondensatorens impedans et imaginært, bliver summen af spændingerne over komponenterne et komplekst tal. Et sted i den komplekse plan findes phasoren for indgangsspændingen, som ifølge Kirchhoffs spændingslov skal være summen af de to seriekoblede komponenter i leddet: Afhængigt af frekvensen, og dermed kondensatorens reaktans, danner denne phasor en vis vinkel θ i forhold til phasoren for spændingen over kondensatoren, som jo samtidig er udgangsspændingen fra lavpasleddet.
Da phasorerne for spændingerne over kondensatoren og modstanden står vinkelret på hinanden, giver den pythagoræiske læresætning forholdet:
{\displaystyle u^{2}={u'}^{2}+u_{C}^{2}}
Ved hjælp af trigonometri kan man desuden bl.a. finde følgende formel for fasedrejningen i leddet:
{\displaystyle \cos \theta \ ={\frac {u'}{u}}}